# Liste der Baudenkmale in Hankensbüttel
In der Liste der Baudenkmale in Hankensbüttel sind alle Baudenkmale der niedersächsischen Gemeinde Hankensbüttel aufgelistet. Die Quelle der Baudenkmale ist der Denkmalatlas Niedersachsen. Der Stand der Liste ist der 14. Januar 2023.

## Allgemein
In den Spalten befinden sich folgende Informationen:
- Lage: die Adresse des Baudenkmales und die geographischen Koordinaten. Kartenansicht, um Koordinaten zu setzen. In der Kartenansicht sind Baudenkmale ohne Koordinaten mit einem roten Marker dargestellt und können in der Karte gesetzt werden. Baudenkmale ohne Bild sind mit einem blauen Marker gekennzeichnet, Baudenkmale mit Bild mit einem grünen Marker.
- Bezeichnung: Bezeichnung des Baudenkmales
- Beschreibung: die Beschreibung des Baudenkmales. Unter § 3 Abs. 2 NDSchG werden Einzeldenkmale und unter § 3 Abs. 3 NDSchG Gruppen baulicher Anlagen und deren Bestandteile ausgewiesen.
- ID: die Objekt-ID des Baudenkmales
- Bild: ein Bild des Baudenkmales, ggf. zusätzlich mit einem Link zu weiteren Fotos des Baudenkmals im Medienarchiv Wikimedia Commons. Wenn man auf das Kamerasymbol klickt, können Fotos zu Baudenkmalen aus dieser Liste hochgeladen werden:

## Hankensbüttel

### Gruppe: Bahnhofstraße 11
Die Gruppe hat die ID 33919991.

| Lage                         | Bezeichnung               | Beschreibung | ID       | Bild |
| ---------------------------- | ------------------------- | --- | -------- | ---- |
| 52° 43′ 49″ N, 10° 36′ 23″ O | Wohn-/ Wirtschaftsgebäude | Vierständer-Fachwerkbau auf Steinsockel unter Halbwalmdach in Ziegelpfannendeckung. Symmetrisches Fachwerkgefüge mit gekuppelten Ständern und Ziegelausfachung. Südseitig erhaltene Toreinfahrt mit Vorschauer, im Torbalken und Geschossschwelle Inschriften mit Datierung 1767.      | 33926089 |      |
| 52° 43′ 49″ N, 10° 36′ 23″ O | Stall                     | Fachwerkbau mit gestrichener Ziegelausfachung unter Satteldach in Wellplattendeckung. Holzverschalte Giebelseiten mit Ladeluken. | 33926110 | BW   |
| 52° 43′ 50″ N, 10° 36′ 23″ O | Nebengebäude              | Fachwerkhäuschen auf Feldsteinsockel mit straßenseitig auskragendem DG unter Satteldach in Betonpfannendeckung. Seitliche Anbauten unter Abseite, westlich mit Eingang. Südliches Giebelfeld mit Fächerrosette, im Norden Holzverschalung und Ladestock. Wohl ehemaliges Stallgebäude. | 33926131 | BW   |

### Gruppe: Johannsenstr. 8
Die Gruppe hat die ID 33919873. Hofanlage des ausgehenden 19. Jh. mit Wohn-/ Wirtschaftsgebäude, Wohnhaus und Scheune als Fachwerkbauten mit Ziegelausfachung. Um 1880 errichtet.

| Lage                         | Bezeichnung               | Beschreibung | ID       | Bild |
| ---------------------------- | ------------------------- | --- | -------- | ---- |
| 52° 43′ 58″ N, 10° 36′ 12″ O | Wohn-/ Wirtschaftsgebäude | Eingeschossiger Bau auf Zyklopenmauerwerkssockel unter Halbwalmdach mit Ziegelpfannendeckung mit Zwerchhaus und Dachhäuschen. Straßenseitig zwei Eingänge, über dem östlichen fast mittig positioniertes Zwerchhaus mit vorkragendem Giebelfeld. Zwerchhaus und Dachhäuschen unter Satteldach mit seitlichen Kunststoffbehang. Ausgebautes DG über verschaltem giebelseitigem Gebälk, auf Nordseite Ladeluken im OG. Symmetrisches Fachwerkgefüge mit Ziegelausfachung. | 33926526 | BW   |
| 52° 43′ 59″ N, 10° 36′ 13″ O | Wohnhaus                  | Eingeschossiges Fachwerkhaus auf Feldsteinsockel unter Halbwalmdach in Wellplattendeckung. Fachwerkgefüge mit gekuppelten Ständern, giebelseitig mit Ziegelsetzung verschalt. | 33926547 | BW   |
| 52° 44′ 0″ N, 10° 36′ 11″ O  | Scheune                   | Rückwärtiger Flügel auf Nordseite. Massiver Ziegelbau unter Satteldach in Ziegelpfannendeckung mit Remisenvordach. | 33926568 | BW   |

### Gruppe: Käseberg 4
Die Gruppe hat die ID 33919924. Kleine Hofanlage mit Wohn-Wirtschaftsgebäude und Stall als verputzte Fachwerkbauten, um 1802(i) errichtet. Details verändert, sonst originaler Zustand.

| Lage                                    | Bezeichnung               | Beschreibung | ID       | Bild |
| --------------------------------------- | ------------------------- | --- | -------- | ---- |
| Käseberg 4 52° 43′ 58″ N, 10° 36′ 17″ O | Wohn-/ Wirtschaftsgebäude | | 33926703 | BW   |
| Käseberg 4 52° 43′ 59″ N, 10° 36′ 17″ O | Stall                     | Wirtschaftsflügel als Fachwerkbau auf Zyklopenmauerwerkssockel unter Satteldach in Ziegelpfannendeckung. Traufseitige außermittige Toreinfahrt, Fachwerk in Ankerbalkenkonstruktion, Giebelfelder mit Holzbohlen verschalt. | 33926728 | BW   |

### Gruppe:Kloster Isenhagen
Die Gruppe hat die ID 33919854. Das ehemalige Zisterzienserinnenkloster St. Maria wurde von Riddagshausen im Jahre 1243 besiedelt. Es war eine Stiftung der Pfalzgräfin Agnes bei Rhein. Vom ursprünglichen Ort Alt-Isenhagen wurde das Kloster 1346 an den jetzigen Ort verlegt. Die Umwandlung in das Damenstift erfolgte im Jahre 1540.

| Lage                                                | Bezeichnung               | Beschreibung | ID       | Bild           |
| --------------------------------------------------- | ------------------------- | --- | -------- | -------------- |
| An der Gerichtslaube 52° 43′ 27″ N, 10° 37′ 24″ O   | Gräberfeld                | Friedhof im Sinne eines Gottesacker, ikonisch. | 3926957  | BW             |
| An der Gerichtslaube 3 52° 43′ 33″ N, 10° 37′ 25″ O | Schule                    | Eingeschossiger Fachwerkbau auf verputztem Ziegelsockel unter Halbwalmdach in Ziegelpfannendeckung. Lehrerwohnteil im Norden und ehemaliger Klassenraum im Süden, nördliches Giebelfeld mit Ladeluke sowie zugesetztem Tor. Rückwärtig Stallflügel in Fachwerk unter Satteldach. | 33926983 |                |
| An der Gerichtslaube 9 52° 43′ 29″ N, 10° 37′ 24″ O | Deputatisten-Haus         | Eingeschossiges Doppelwohnhaus in Fachwerk mit traufständigen Längsflügel mit mittiger Ladeluke und überhöhten giebelständigen östlichen Kopfbau, beide unter Satteldach in Krempziegeldeckung. Symmetrischer Fachwerkabbund mit Ziegelausfachung. | 33927011 |                |
| Domänenstraße 1 52° 43′ 34″ N, 10° 37′ 6″ O         | Teichanlage               | Teichanlage des Klosters mit Wasserzulauf vom Mühlengraben, Stauwehr sowie im Norden angelegten Insel. | 33927284 | BW             |
| Domänenstraße 1 52° 43′ 31″ N, 10° 37′ 15″ O        | Pächterwohnhaus           | Zweigeschossiger freistehender verputzter Massivbau unter Walmdach in Ziegelpfannendeckung. Zur Südseite Mittelachse risalitartig hervorgehoben, darüber Zwerchgiebel mit Halbbogen. Fassade durch Horizontalbänderung strukturiert, rechteckige Fensterformen im Zeitgeschmack der Moderne. Rückwärtig Altanvorbau mit Balkonterrasse. Alter Baumbestand erhalten. | 33927067 | BW             |
| Domänenstraße 1 52° 43′ 31″ N, 10° 37′ 14″ O        | Torpfosten                | Monolithartige Torpfeiler der westlichen Toreinfahrt des Pächterwohnhauses aus Betonwerkstein, im Kopfbereich mit Hohlkehle. | 33927936 | BW             |
| Domänenstraße 1 52° 43′ 30″ N, 10° 37′ 15″ O        | Feuerwehrgebäude          | Spritzenhaus, kleiner massiver Bau in Ziegelmauerwerk unter Satteldach in Ziegelpfannendeckung, östliche Giebelseite holzverschalt mit Wirtschaftstoren. Unmittelbar an Einfahrt zum Wirtschaftshof gelegen. | 33927208 | BW             |
| Domänenstraße 1 52° 43′ 32″ N, 10° 37′ 18″ O        | Stall                     | Pferde-/Geflügelstall d. Domäne | 33927096 | BW             |
| Domänenstraße 1 52° 43′ 30″ N, 10° 37′ 17″ O        | Schafstall                | Eingeschossiger Ziegelbau unter steilem Halbwalmdach. Fensteröffnungen in Segmentbogenform. Südliche Traufseite mit Ladeerker und Wirtschaftstor. Giebelseiten jeweils mit Durchfahrtstoren mit darüber positionierter Ladeluke. Im westlichen Torsturz Datierung auf „1864“. Innengerüst aus Erbauungszeit unverändert erhalten. | 33927180 |                |
| Domänenstraße 1 52° 43′ 29″ N, 10° 37′ 17″ O        | Wagenschauer              | | 33927039 | BW             |
| Domänenstraße 1 52° 43′ 31″ N, 10° 37′ 19″ O        | Stallspeicher             | Massivbau in Ziegelmauerwerk unter Satteldach in Ziegelpfannendeckung. Auf Ostseite niedriger Vorbau mit anschließenden Pultdach sowie Zwerchhaus unter Satteldach. Fassade teils verputzt und mit Lisenen in Ziegelsichtmauerwerk gegliedert, Öffnungen in Rechtecken und Segmentbögen. Auf nördlicher Giebelseite in Holz überfangener Kranaufzug. 1937(i) errichtet, weitgehend unverändert erhalten. | 33927152 | BW             |
| Domänenstraße 1 52° 43′ 29″ N, 10° 37′ 19″ O        | Scheune                   | Ziegelbau mit tragendem Innengerüst in Form eines Sprengwerks, durch Teilentfernung von Bindern gefährdet. Ansonsten weitgehend unverändert aus Erbauungszeit um 1955. Nördlicher Giebel mit überfangenem Kranbalken und Ladeluken für die jeweiligen Geschosse. | 33927124 | BW             |
| Domänenstraße 2 52° 43′ 33″ N, 10° 37′ 13″ O        | Pfarrhaus                 | Zweigeschossiger Fachwerkbau in Stockwerksbauweise unter Walmdach in Ziegelpfannendeckung. Symmetrisches Fachwerkgefüge mit Ziegelausfachung, Gebälk durch hölzernes Profilband verblendet. Ende 18. Jh. errichtet. | 33927259 |                |
| Domänenstraße 2 52° 43′ 32″ N, 10° 37′ 14″ O        | Stall                     | Fachwerkbau auf Feldsteinsockel unter Halbwalmdach, mit Reet gedeckt, mit Niedersachsengiebel. Ostseite holzverschalt, Südseite mit Hohlziegelbehang. | 33927390 | BW             |
| Klosterstraße 52° 43′ 33″ N, 10° 37′ 7″ O           | Zufahrt                   | | 33927311 | BW             |
| Klosterstraße 1 52° 43′ 33″ N, 10° 37′ 7″ O         | Nebengebäude              | Kleiner Fachwerk-Wirtschaftsbau auf Zyklopenmauerwerk- und Ziegelsockel unter Satteldach in Ziegelpfannendeckung. Fachwerkgefüge mit zweifeldigen Streben sowie Ziegelausfachung, Giebelseite holzverschalt. Am Gebäude Wirtschaftsöffnungen eingelassen. | 33927706 |                |
| Klosterstraße 1 52° 43′ 33″ N, 10° 37′ 6″ O         | Brücke                    | Brücke über Mühlengraben westlich der Amts-/Klostermühle. | 33928034 | BW             |
| Klosterstraße 1 52° 43′ 33″ N, 10° 37′ 7″ O         | Amts-/ Klostermühle       | Eingeschossiger Fachwerkbau auf Ziegelsockel unter Krüppelwalmdach. Fachwerkgefüge mit Ziegelausfachung. Im Kern erbaut um 1560, nach Teilabriss ab 1840/41 Umnutzung als Wohnhaus des Klostergärtners. | 33927340 | BW             |
| Klosterstraße 2 52° 43′ 31″ N, 10° 37′ 10″ O        | Klostergebäude            | Zweigeschossiger Putzbau, Vierflügelanlage um den quadratischen Kreuzganghof, am Nordflügel die Kirche anschließend. Vom mittelalterlichen Kreuzgang der Nord- und Ostflügel erhalten, mit dreiteiligen spitzbogigen Staffelfenstern zum Hof, der Nordflügel ohne ausgeführte Wölbung, im Ostflügel neun Kreuzrippengewölbe, OG< ungewölbt. Am Ostflügel im EG der Kapitelsaal, das ehemalige Armarium und ehemalige Sakristei, kleiner Saal mit nach Osten vortretendem Fünfachtel-Schluss, ehemals mit Kreuzrippenwölbung (eingestürzt). Im OG des Ostflügels Nonnen- und spätere Konventualinnenzellen. Fortsetzung des Ost- und Nordflügels sowie gesamte Süd- und Westflügel sind barock, möglicherweise dabei der Hof vergrößert. Zum Hof Korridor, nach außen Wohnungen, im Südflügel Gemeinschaftsräume, Haupttreppenhaus und Gartenportal. Am Nordflügel Eingangshalle und Hauptportal mit vorgelagerter Freitreppe. Nordflügel nach Westen um Küche und Refektorium verlängert, Backstein- und z. T. Fachwerkbau unter hohem Satteldach. Im Kloster umfangreicher Bestand von Ausstattungsstücken seit dem 13. Jh.: Skulpturen, Altargerät, Möbel, Textilien, Handschriften und Archivalien, z. T. in Museum im Westflügel präsentiert. Baubeginn 1346, Wölbung des Kreuzgangostflügels um 1518. Refektorium ebenfalls noch 14. Jh. Teilneubau 1723-1726 nach Brand 1721. | 33927368 |                |
| Klosterstraße 2 52° 43′ 31″ N, 10° 37′ 7″ O         | Aborte/Wirtschaftsgebäude | Eingeschossiger und langgezogener Fachwerkflügel auf Feldsteinsockel unter Satteldach in Ziegelpfannendeckung. Fachwerkgefüge mit Ziegelausfachung, teils Lehmziegelausfachung erhalten. Wasserzulauf unter der Aborte vom Mühlengraben aus. Westlicher Abschluss des Klostergartens. | 33927439 |                |
| Klosterstraße 2 52° 43′ 30″ N, 10° 37′ 7″ O         | Backhaus                  | Kleiner eingeschossiger Fachwerkbau auf hohem Ziegelsockel unter Satteldach. Fachwerkgefüge mit Ziegelausfachung. Südlich kleiner Fachwerkanbau auf Ziegelsockel. | 33927415 | BW             |
| Klosterstraße 2 52° 43′ 32″ N, 10° 37′ 6″ O         | Mühlengraben              | | 33927753 | BW             |
| Klosterstraße 3a 52° 43′ 36″ N, 10° 37′ 8″ O        | Waschhaus                 | Nördlich am Oberlauf des ehem. Mühlengrabens gelegenes Wirtschaftsgebäude in Fachwerk, auf 1743(i) datiert, vermutlich als Waschhaus genutzt. | 33927466 | BW             |
| Klosterstraße 4 52° 43′ 33″ N, 10° 37′ 9″ O         | Gästehaus                 | Zweigeschossiges Fachwerkhaus in Stockwerksbauweise auf Ziegelsockel unter Halbwalmdach in Ziegelpfannendeckung. Fachwerkgefüge mit gekuppelten Ständern, vorkragendes OG über profilierten Knaggen, Perlschnüre als Füllhölzer, Inschrift im Schwellbalken. Traufgebälk entsprechender Gestaltung. Symmetrischer Abbund mit Ziegelausfachung. Erbaut 1595(i) als Gästehaus des Klosters, im 18./19. Jh. Umnutzung durch das Amt zum Gericht (bis 1884) und Amtsdienerwohnhaus. | 33927494 |                |
| Klosterstraße 6 52° 43′ 32″ N, 10° 37′ 10″ O        | Klosterkirche             | Saalkirche aus Backstein mit 5/8-Chorschluss. Strebepfeiler mit Wasserschlägen zwischen hohen Spitzbogenfenstern, Portal auf Nordseite und weiteres, vom Kreuzgang aus zugängliches gegenüber, ferner zwei Zugänge vom OG des Kreuzgangs zur Nonnenempore. In Westwand mittig polygonaler Treppenturm, darüber Dachreiter. Inneres mit fünf Kreuzrippengewölben geplant, ausgeführt nur die Dienste, heute mit Flachdecke. Im Westteil hölzerne Nonnenempore, darunter ganz im Westen ehemalige Beichtkapelle des Klosters abgetrennt. Umfangreiche Ausstattung aus Spätmittelalter und früher Neuzeit: sowohl in Gemeindekirche als auch auf Nonnenempore spätgotische Flügelaltäre. Außerdem Chorgestühl des 14. Jhs. und einige Skulpturen, am ältesten ein später zum Lesepult umgearbeiteter Stuhl, wohl 1. Hälfte des 13. Jhs., gilt als Thron der Gründerin Agnes. Aus nachreformatorischer Zeit u. a. Taufständer (1621), die Täfelung über Chorgestühl (1610), verschiedene Epitaphien und die Kanzel (1610, aus der Stadtkirche Celle). Baubeginn 1346, 1366 eine Altarstiftung, 1385 ein Ablass. Dachwerk des Chors 1584, des Schiffs 1647. | 33927519 | Weitere Bilder |
| Klosterstraße 8 52° 43′ 33″ N, 10° 37′ 12″ O        | Brauhaus/Speicher         | Brauhaus aus dem Jahre 1436. Ziegelbau mit spätgotischem Treppengiebel und gekuppelten Spitzbogenfenstern mit Mönchsköpfen. Heute Kreisheimatmuseum. | 33927544 |                |
| Klosterstraße 15 52° 43′ 35″ N, 10° 37′ 22″ O       | Wohnhaus                  | Zweigeschossiger und traufständiger Fachwerkbau in Stockwerksbauweise auf Naturstein und Ziegelsockel unter Halbwalmdach in Ziegelpfannendeckung. Schauseite mit sieben Fensterachsen, Fachwerkgefüge mit gekuppelten Ständern sowie verputzter Ausfachung, Gebälk mit Profilband verblendet. Giebelseiten mit Holzbohlen verkleidet, an Ostseite Wintergarten-Anbau in Fachwerk. Errichtet unmittelbar nach der Schaffung des Amtsgerichtsbezirks Isenhagen 1853. | 33927569 |                |
| Klosterstraße 18 52° 43′ 34″ N, 10° 37′ 21″ O       | Amtsgericht               | Zweigeschossiger Ziegelbau unter Walmdach in Ziegelpfannendeckung. Profilierte Sockelzone, nördlicher Mittelrisalit mit Zwerchgiebel. Öffnungen teils überstabt und in Segmentbögen, Gurtgesims in Ziersteinsetzung, Brüstungsfelder im OG mit Vierpässen. Bogenfries im Traufgesims. Rückwärtig niedrigere Gefängnisflügel. 1884 erbaut für den 1852 eingerichteten Amtsgerichtsbezirk. | 33927594 |                |

### Gruppe: Pfarrhaus
Die Gruppe hat die ID 33919890. Pfarrhaus 1884(i) erbaut, sowie original erhaltene Scheune in Fachwerk mit Ziegelausfachung von 1875(i).

| Lage                                         | Bezeichnung | Beschreibung | ID       | Bild |
| -------------------------------------------- | ----------- | --- | -------- | ---- |
| Karl-Söhle-Weg 3 52° 43′ 53″ N, 10° 36′ 5″ O | Pfarrhaus   | Traufständiger Ziegelbau unter Satteldach in neuerer Hohlpfannendeckung. Achsenmittiger Eingang, Öffnungen in Segmentbögen. Gurt- und Traufgesims in farblich hervorgehobenen Ziegelziersetzungen. Im Giebelfeld gekuppelte Fenster mit farblich überfangenen Stürzen. Erbaut 1884(i). | 33926653 | BW   |
| Karl-Söhle-Weg 3 52° 43′ 54″ N, 10° 36′ 5″ O | Scheune     | Fachwerkbau in Ständerbauweise auf Ziegelsockel unter Satteldach in Ziegelpfannendeckung. Südseitig außermittige Tordurchfahrt, Giebelfeld mit Kreuz- und Rautenmustern in gelben Ziegelstein hervorgehoben. 1875(i) errichtet.                                                        | 33926679 | BW   |

### Friedhof Hankensbüttel
Der Friedhof liegt im Friedhofsweg im Westen von Hankensbüttel.

| Lage                         | Bezeichnung | Beschreibung          | ID       | Bild |
| ---------------------------- | ----------- | --------------------- | -------- | ---- |
| 52° 43′ 51″ N, 10° 35′ 51″ O | Grabstätte  |                       | 33926323 | BW   |
| 52° 43′ 51″ N, 10° 35′ 50″ O | Grabkreuz   |                       | 33926347 | BW   |
| 52° 43′ 51″ N, 10° 35′ 49″ O | Grabkreuz   | Familie Sauske/Lütken | 33926371 | BW   |
| 52° 43′ 51″ N, 10° 35′ 48″ O | Grabstelle  |                       | 33926395 | BW   |
| 52° 43′ 51″ N, 10° 35′ 48″ O | Grabstelle  |                       | 33926471 | BW   |
| 52° 43′ 51″ N, 10° 35′ 46″ O | Grabstelle  |                       | 33926446 | BW   |
| 52° 43′ 51″ N, 10° 35′ 46″ O | Einfriedung |                       |          | BW   |
| 52° 43′ 51″ N, 10° 35′ 45″ O | Grabstelle  |                       | 33926419 | BW   |
| 52° 43′ 52″ N, 10° 35′ 44″ O | Grabstelle  |                       | 33926294 | BW   |
| 52° 43′ 52″ N, 10° 35′ 44″ O | Einfriedung |                       | 33927883 | BW   |

### Einzelbaudenkmale
| Lage                                          | Bezeichnung               | Beschreibung | ID       | Bild           |
| --------------------------------------------- | ------------------------- | --- | -------- | -------------- |
| Amtsweg 4 52° 43′ 47″ N, 10° 36′ 29″ O        | Wohn-/ Wirtschaftsgebäude | Eingeschossiges Gebäude in Fachwerk mit Ziegelausfachung (teils Ziegelziersetzung) unter Halbwalmdach in teils Ziegel-, teils Betonpfannendeckung. Giebelseiten in Holzverschalung. | 33925993 | BW             |
| Amtsweg 7 52° 43′ 48″ N, 10° 36′ 30″ O        | Gasthaus Döring           | Im EG massiv in Ziegelmauerwerk, im OG in Zierfachwerk, unter Viertelwalmdach in Schieferdeckung. Zur Amtsgasse risalitartig überhöhte Eingangsachse mit Fächerrosetten in den Brüstungen sowie Zwerchhaus. Östlich turmartiger Erker, von Glockenhaube abgeschlossen. Fensterfront der östlichen Giebelseite als Terrassenzugang gestalterisch hervorgehoben. | 33926016 |                |
| Amtsweg 11 52° 43′ 47″ N, 10° 36′ 31″ O       | Gymnasium Hankensbüttel   | Eingeschossiger Fachwerkbau mit ausgebauten DG auf Ziegelsockel unter Halbwalmdach in Ziegelpfannendeckung. Nachträgliche Veränderungen im Detail. | 33926040 |                |
| Bahnhofstraße 52° 43′ 37″ N, 10° 36′ 33″ O    | Allee                     | | 33926063 | BW             |
| Bahnhofstraße 30 52° 43′ 41″ N, 10° 36′ 30″ O | Wohnhaus                  | Zweigeschossiges Haus im EG massiv und verputzt, im OG in Zierfachwerk unter Walmdach. Über Haupteingang Balkon mit verzierten Brüstungsgitter, flankiert von Fensterachsen mit Fächerrosetten im Brüstungsfeld, darüber jeweils Zwerchhaus mit Viertelwalm mit zwischenliegendem Dachhäuschen. Einfriedung mit Pfeilern mit Sattelabschluss mit Ziegelschnitt, dazwischen hölzerner Staketenzaun. | 33926152 | BW             |
| Bahnhofstraße 38 52° 43′ 38″ N, 10° 36′ 32″ O | Wohnhaus                  | Haus mit massiven und verputzten EG mit Eckquaderung, südlicher Gebäudeteil mit Drempel und ausgebauten DG unter Satteldach in Ziegelpfannendeckung mit Niedersachsengiebel und Gaube. Nördlicher Teil giebelständig und zweigeschossig, Eingang neben verzierten Altanvorbau. Überdurchschnittlich gestaltete Gebälkzonen der leicht vorkragenden Geschosse. | 33926174 | BW             |
| Celler Straße 11 52° 43′ 47″ N, 10° 36′ 3″ O  | Wohn-/ Wirtschaftsgebäude | Zweigeschossiger Ziegelbau unter Satteldach in Ziegelpfannendeckung. Zur Straßenseite hin achsenmittiger Haupteingang, rechts Tordurchfahrt. Fenster unter Segmentbögen, teils mit Ziegelziersetzung und Überstabung. Ziegelziersetzungen als Konsolgesimse und Deutsches Band im Gurt-, Trauf- und Giebelbereich. Im Giebelfeld gekuppelte Rundbogenfenster. | 33926198 | BW             |
| Karl-Söhle-Weg 52° 43′ 52″ N, 10° 36′ 10″ O   | St. Pankratius            | Einschiffiger ehemalig kreuzförmiger Backsteinbau mit Westturm und Fünfachtel-Chorschluss, zwischen 1327 und 1346 neu erbaut, vielleicht über älteren Grundmauern, im Fußboden der Turmhalle Spuren alter Tauflage. Hauptschiff unter Satteldach in Ziegelpfannendeckung, westlich Fachwerkanbauten. Allseitige Strebepfeiler, Westturm mit Spitzbögen im Glockengeschoss und Pyramidendach. Umbau um 1700 Bau verändert, besonders die Fenster. Chor und östliches Joch gewölbt, im Westteil des Schiffes Gewölbe entfernt und durch Holztonne ersetzt. Im Inneren Fresko von um 1450 und im Chorgewölbe Wandmalereien um 1700. Zur Ausstattung gehört: romanischer Taufstein, Triumphkreuz der zweiten Hälfte des 13. Jh. und barockes Altarretabel um 1700. Im Geläut vier mittelalterliche Glocken, die älteste um 1250, und die sogenannte Reformationsglocke von H. Koster von 1517. | 33926631 | Weitere Bilder |
| Schulstraße 6 52° 43′ 40″ N, 10° 36′ 23″ O    | Karl-Söhle-Grundschule    | Ziegelbau unter Mansarddach in Ziegelpfannendeckung. Nördlicher Gebäudeteil mit einer Eingangsvorhalle als Arkadengang mit Zierankern, südlicher vierachsiger Gebäudeflügel tritt risalitartig vor. Fassade durch Lisenen und Sohlbankgesimse gegliedert, ausgebautes DG mit Gauben, oberer Abschluss durch Dachreiter mit Schulglocke. Südliche Traufseite markant mit einem einzelnen Rundbogenfenster gestaltet. Architekt Otto Haesler. | 40509232 | Weitere Bilder |
| Steimbker Straße 52° 44′ 0″ N, 10° 36′ 14″ O  | Kriegerdenkmal            | Hoher Wehrturmes aus Hartbrandklinker mit teils bossierten groben Mauerwerk. Ziersteinsetzungen im Sockelbereich, im EG Andachtsraum. Über Viererreihe Lichtfenster monumentales Eisernes Kreuz, darüber wieder Lichtfenster. Über Konsolen Aussichtsplattform, abgeschlossen von Flachdach. Nordwestlich Gräberfeld mit Sandsteinkreuzen, dahinter Jägerzaun. Umfasst von Mauer aus Hartbrandklinkern mit gusseisernen Torflügeln. | 33926889 | BW             |

## Emmen

### Gruppe: Rentelmannsche Wassermühle
Die Gruppe hat die ID: 50679475. Mühlenkomplex mit Wohnhaus und anschließenden Mühlengebäude von 1888, Mühlengraben sowie Teichanlage.

| Lage                                               | Bezeichnung | Beschreibung | ID       | Bild |
| -------------------------------------------------- | ----------- | --- | -------- | ---- |
| An der Emmener Mühle 2 52° 43′ 11″ N, 10° 37′ 5″ O | Wohnhaus    | Zweigeschossiger traufständiger Fachwerkbau unter Satteldach in Ziegelpfannendeckung. Symmetrischer Fachwerkabbund mit Ziegelausfachung, Gebälk mit Holzbohlen verblendet. Rückwärtiger Flügel im EG massiv, OG in Fachwerk mit Ladestock und Seilaufzug. | 33925893 |      |
| An der Emmener Mühle 2 52° 43′ 13″ N, 10° 37′ 4″ O | Mühlenteich | Mühlenteiche nördlich der Mühle mit entsprechenden Anlagen zur Wasserführung. | 33927729 | BW   |
| An der Emmener Mühle 2 52° 43′ 11″ N, 10° 37′ 5″ O | Graben      | Mühlengräben zum Antrieb westlich der Mühlengebäuden, unter der Brücke Anschluss zu im Norden befindlichen Mühlenteichen, sowie östlich des Grundstückes im Anschluss an die beiden Stauteiche.                                                           | 33928011 | BW   |

## Alt Isenhagen

### Einzelbaudenkmale
| Lage                                         | Bezeichnung | Beschreibung | ID       | Bild |
| -------------------------------------------- | ----------- | --- | -------- | ---- |
| Alt-Isenhagen 14 52° 43′ 49″ N, 10° 39′ 7″ O | Wohnhaus    | Ehemaliger Gasthof von Heinrich Drangmeister. Zweigeschossiger Fachwerkbau auf Feldsteinsockel unter einseitig halb abgewalmten Satteldach in Ziegelpfannendeckung. Fachwerkgefüge in symmetrischen Abbund mit gekuppelten Ständern, Gebälk durch Holzbohlen verblendet, östliches Giebelfeld Ladeluke, westliches in Schieferverkleidung, gestrichene Ziegelausfachung. Am westlichen Giebel eingeschossiger Anbau, ebenfalls in Fachwerk, unter steilem Halbwalmdach mit ausgebauten DG. Westseite mit Zementfaserverkleidung. | 33925869 |      |